# Broecking Verlag
Der Broecking Verlag ist ein von Christian Broecking (1957–2021) gegründeter und bis zu seinem Tod geleiteter Berliner Kleinverlag mit Programmschwerpunkten in den Bereichen Musik und Kunst. In der Verlagsreihe Creative People Books erscheinen Bücher über bekannte Jazzmusiker wie Herbie Hancock, Ornette Coleman und Sonny Rollins. Zu den Autoren dieser Reihe gehört Maxi Sickert mit ihrem Buch Clarinet Bird. Rolf Kühn – Jazzgespräche, das vom Jazzinstitut Darmstadt als bestes deutschsprachiges Jazzbuch des Jahres 2009 genannt wurde. In der Verlagsreihe broecking art edition sind Bücher über Hann Trier erschienen.